# Frettes crénelées

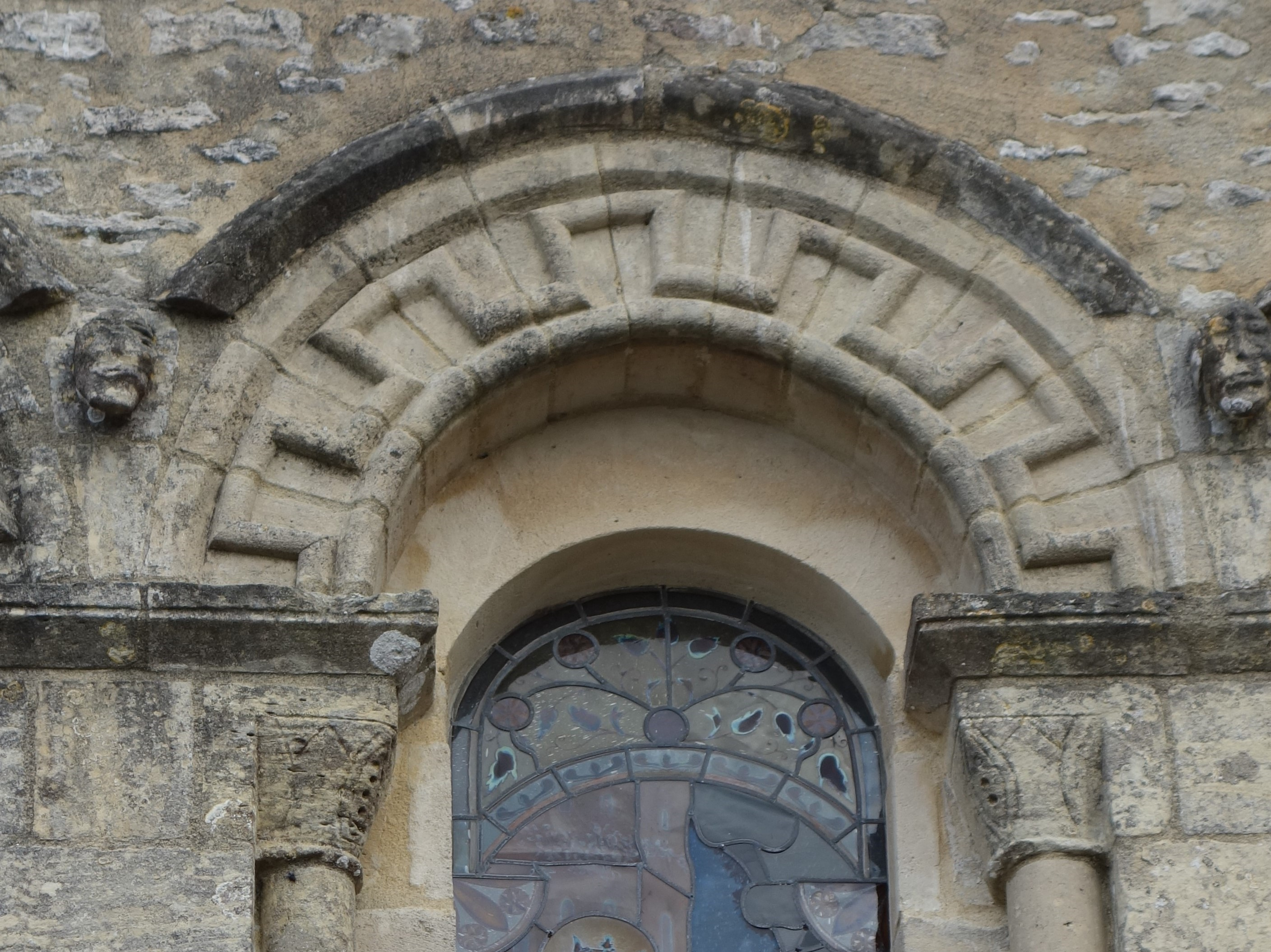
Frettes crénelées sur l'archivolte d'une baie romane

Le motif de frettes crénelées est un ornement géométrique qui forme des créneaux. Il est très en usage au XIIe siècle  sur les portails des églises normandes.

## Définition
La frette crénelée rectangulaire est un ornement géométrique, dont la ligne  répétitivement brisée à angle droit, forme des créneaux régulièrement espacés. On trouve ce décor le plus fréquemment désigné comme frettes crénelées, donc au pluriel, du fait que celles-ci s'enchaînent toujours les unes aux autres  comme le font les bâtons brisés ou les Dents-de-scie

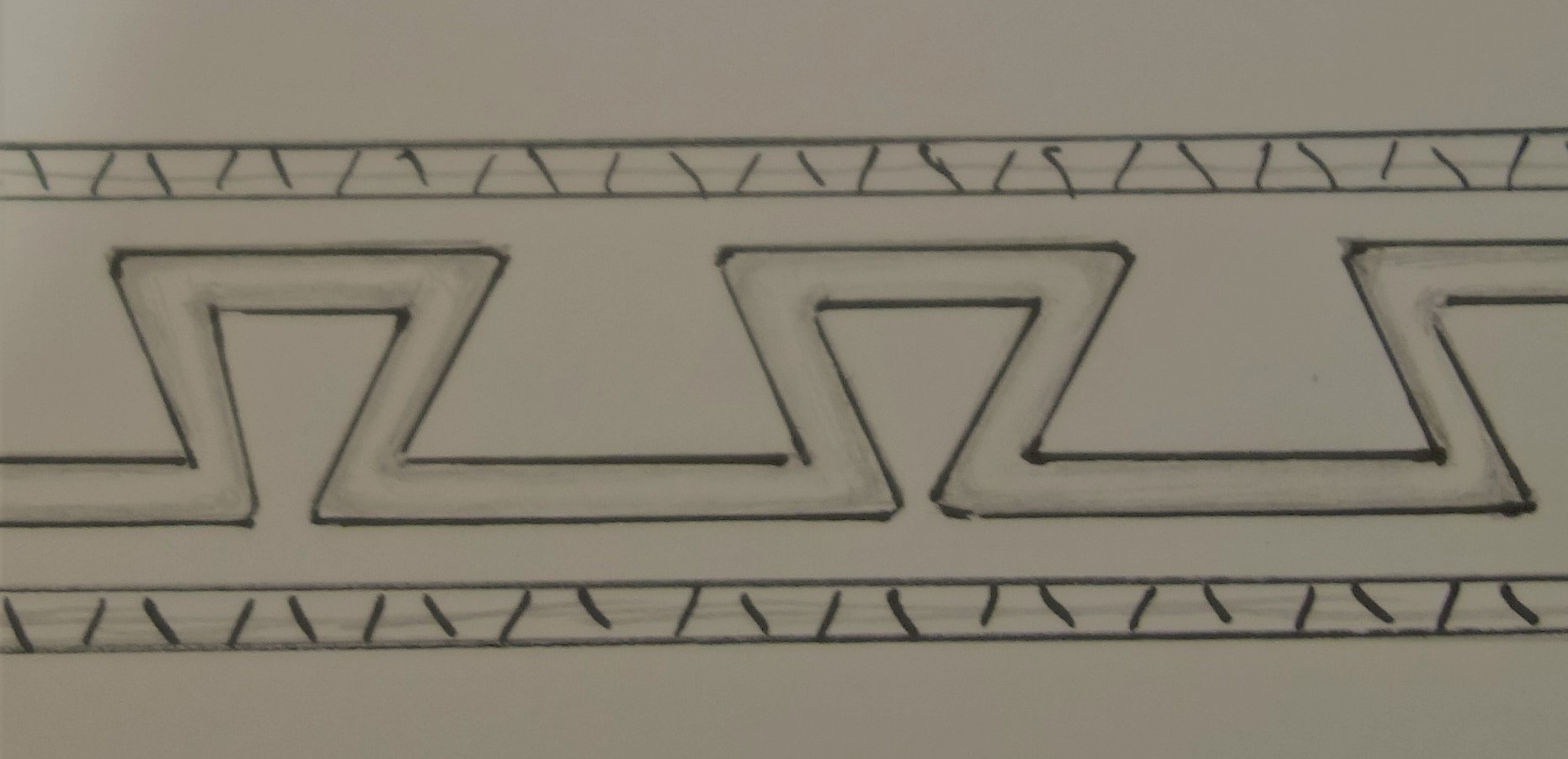

Les frettes crénelées triangulaires sont des figures géométriques représentant une ligne brisée qui dessine des créneaux en forme de trapèzes isocèles, donc sans angles droits. On les rencontre plus rarement que les frettes crénelées rectangulaires.

## Emploi
Comme le motif de frettes crénelées rectangulaires évoque la forme des créneaux habituellement vus en Europe, on le désigne simplement sous le nom de frettes crénelées en omettant le qualificatif "rectangulaires".
Cet ornement est largement employé au XIe et surtout au XIIe siècle dans le décor des archivoltes de portes et fenêtres des églises romanes en Normandie. À l'extérieur comme à l'intérieur de l'église, il est parfois le seul ornement de l'arc comme sur le chevet de l'église de Meuvaines ou à l'intérieur de la Trinité de Caen . Mais il est le plus souvent accompagné par une ligne de bâtons rompus et par d'autres décors géométriques habituellement présents dans l'ornement des églises romanes normandes{,}. On le trouve parfois en décor rectiligne comme à l'église de Putot-en-Auge  où il parcourt tout le pourtour du chevet.

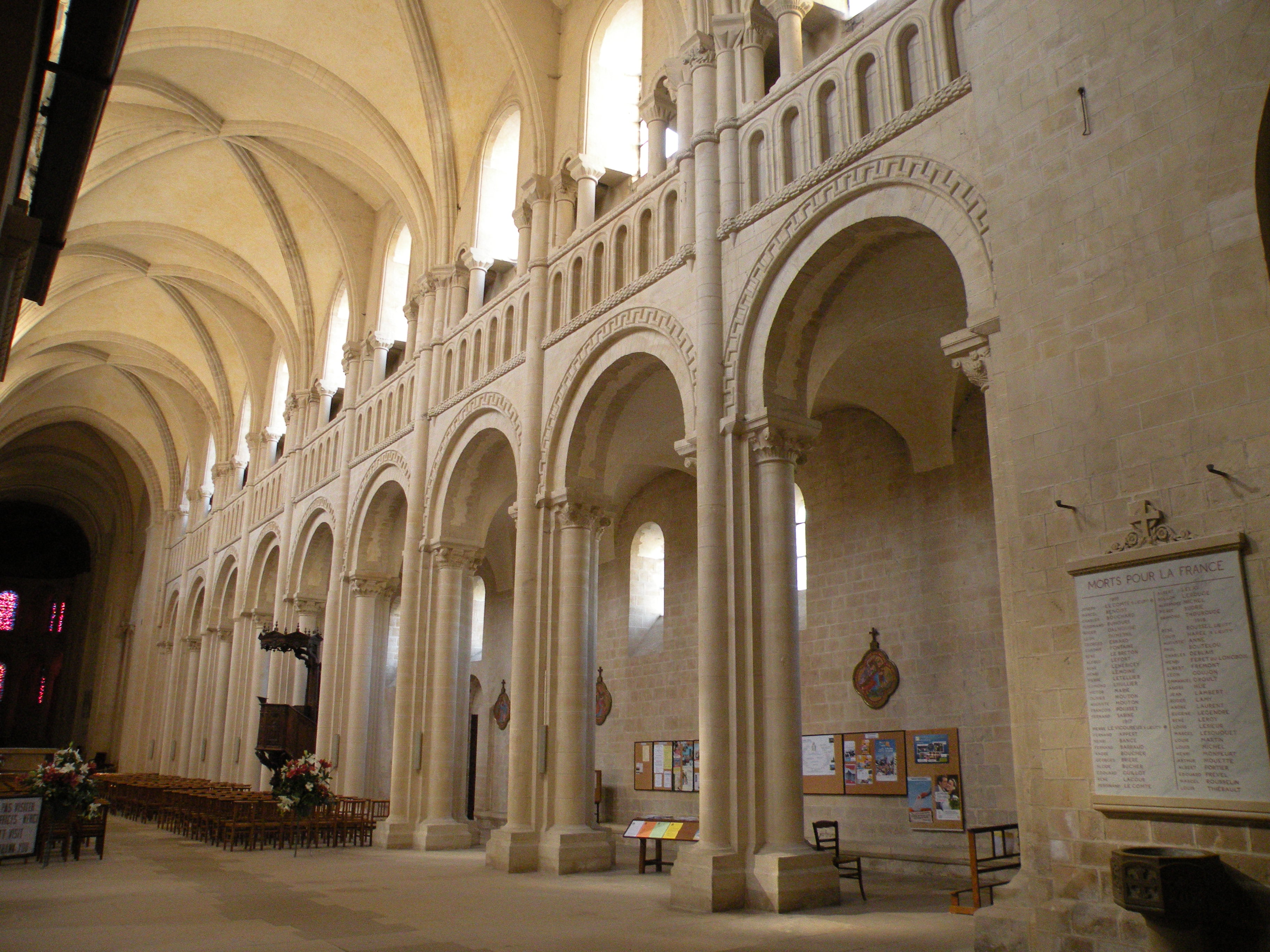
frettes crénelées sur les archivoltes des arcades de la nef
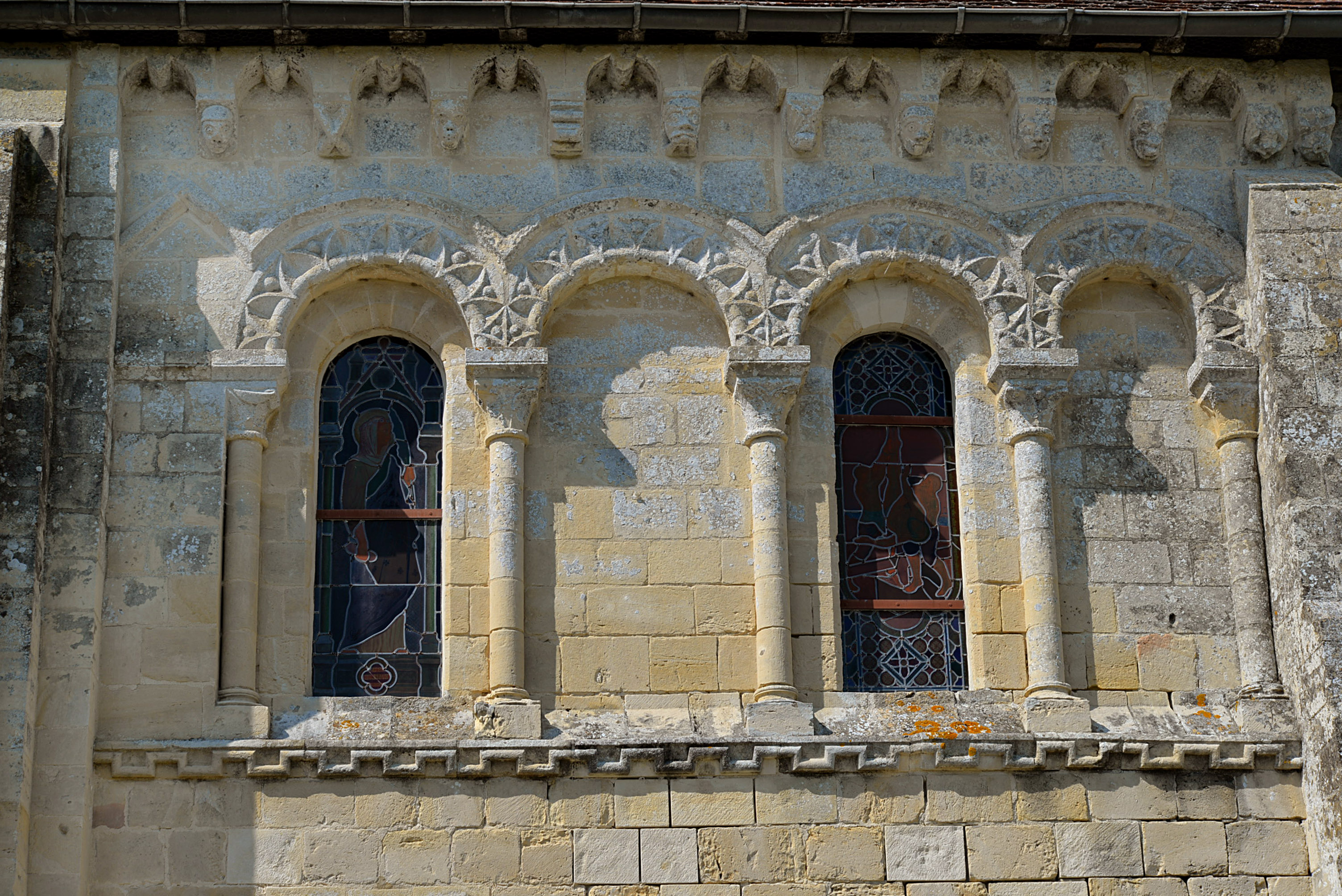
Un rang de frettes crénelées souligne les arcatures du chevet de l'église

Le motif de frettes crénelées se rencontre rarement dans le reste de la France. Il figure toutefois sur le portail de l'église de Villers-Saint-Paul ou de Lavilletertre.

## Origine
Qu'il soit une simple création à partir du bâton rompu ou une simplification de la grecque, le motif de frette crénelée, comme d'autres décors géométriques, est parvenu, d'après Émile Mâle, aux sculpteurs du Moyen-Âge par les enluminures des manuscrits carolingiens eux-mêmes inspirés des Syriens des premiers siècles de notre ère et par les mosaïques gallo-romaines.